# Epitaph (Necrophagist)
Epitaph è il secondo ed ultimo album della band technical death metal tedesca Necrophagist pubblicato nel 2004 dalla Relapse Records.
Esso presenta rispetto al precedente Onset of Putrefaction una maggiore componente tecnica e mostra meno affinità col Brutal, bensì si avvicina maggiormente al Death classico, infatti il sound è molto meno pesante o brutale rispetto al precedente Onset of Putrefaction.
Tutte le canzoni sono state composte da Muhammed, ad eccezione di Symbiotic In Theory, composta da lui e il secondo chitarrista Christian Müenzner.
Nelle canzoni "The Stillborn One" e "Only Ash Remains" sono contenuti riferimenti rispettivamente a Per Elisa di Ludwig van Beethoven e di Romeo e Giulietta di Prokofiev.
La copertina è stata disegnata da Sascha Ehrich.

## Tracce
1. Stabwound – 2:48
2. The Stillborn One – 4:24
3. Ignominious & Pale – 4:01
4. Diminished to B – 4:59
5. Epitaph – 4:15
6. Only Ash Remains – 4:11
7. Seven – 3:42
8. Symbiotic in Theory – 4:36

## Formazione
- Stefan Fimmers - basso
- Christian Müenzner - chitarra
- Hannes Grossmann - batteria
- Muhammed Suiçmez - chitarra, voce